# Elisabeth Baumann-Schlachter

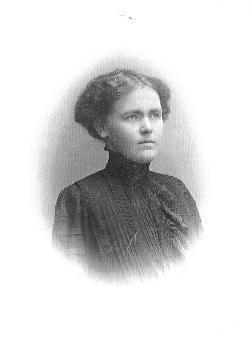
Elisabeth Baumann-Schlachter

Elisabeth Baumann-Schlachter (* 2. Juli 1887 in Thun, Schweiz; † 30. März 1941 in Bern) war eine Schweizer christliche Schriftstellerin.

## Leben
Elisabeth Baumann-Schlachter war die zweite Tochter von Franz Eugen Schlachter, dem Übersetzer der Miniaturbibel und Erweckungsprediger der Evangelischen Gesellschaft in Bern und Biel bzw. der Freien Evangelischen Gemeinde in Bern. In Biel, wo sie aufwuchs, erlebte sie, zusammen mit einer älteren Schwester und zwei jüngeren Brüdern, eine behütete Kindheit.
In jungen Jahren gründete die ausgebildete Kindergärtnerin in Bern einen privaten Kindergarten und war u. a. in England und Rom als Gouvernante tätig. Mit 31 Jahren heiratete sie den Witwer und Lehrer Gotthilf Baumann. Nach der Heirat sorgte sie für dessen drei verwaisten Töchter und den gemeinsamen Sohn, Franz Baumann. 
1941, im Alter von 54 Jahren, verstarb sie, wie ihr Vater, an einem Magenleiden.

## Werk
Insgesamt veröffentlichte Baumann-Schlachter 28 Schriften – ein Ehebüchlein, Weihnachtsverse, Kinderbücher, Erzählungen und Trostbüchlein. Einen Teil ihrer Werke schrieb sie im berndeutschen Dialekt. In Wunderwege finden wir Kurzgeschichten und eine kurze persönliche Einleitung, in der sie eine Begebenheit aus ihrer behüteten Kindheit mit ihrem Vater Franz Eugen Schlachter erzählt.
- Neui bärndütschi Wiehnachts-Gedichtli für Chinder, 1911
- No meh Wiehnachts-Gedichtli, 1913
- Was Chinder a Familiefeschte chönne säge-n- und uffüehre, 1913
- Die chlyne Patriote. Soldateliedli und Värsli zur Gränzbsetzig, 1914
- Allergattig Värsli für die Chlyne, 1916
- Mys Wiehnachtssprüchli i der böse Zyt, 1917
- Sunne i ds Härz! Neui Värsli und Liedli, 1920
- Weihnachten bei Klein und Groß, 1921
- En Osterhase-Gschicht i Värse, 1922
- Weihnachtslicht. Verse und Aufführungen, 1926
- Das Sorgenbüchlein, 1930
- Das Mutterbüchlein, 1931
- Da heit dir neui Värsli, 1932
- Von der Weihnacht Licht und Freude. Verse, 1933
- Das Ehebüchlein, 1934
- Wei mer öppis üffüehre? Wiehnachtsstückli für Groß und Chly, 1934
- Von Lust und Last im Elternstand, 1936
- Wir feiern Weihnacht! Allerlei Verse für Grosse und Kleine, 1937
- Wunderwege, 1938
- Bärnergmüet, 1938
- Gebetbüchlein für Kinder und solche, welche sie beten lehren, 1939
- Wär wott Wiehnachtsvärsli?, 1941
- Rolf und Peter machen Hilfsdienst. Erzählung, 1942
- Die Zigeunerin; Das lahme Brigittli. Zwei Erzählungen, 1942
- Der kleine Bajass von Flurwylen. Erzählung, 1943
- Bärenwirts Röbeli und der Gottesknab, 1955
- Sorget nichts! Gschichte vo Freud und Leid, 1947/1978
- Weihnachtsverse für Klein und Groß